# 卤煮 (话剧)
《卤煮》，是由黄盈自编自导的一部四幕话剧，故事以20世纪80年代到21世纪初的北京为背景，讲述了何老掌柜为挽救祖传的卤煮火烧生意而做的各种努力。于2009年在第二届北京青年戏剧节上首演。 

## 主要角色
- 何老掌柜：北京前门附近小吃店“何记卤煮”第三代传人
- 爆肚钟：前门附近小吃店“爆肚钟”第四代传人
- 何军：何老掌柜之子
- 佳仪：何军的妻子
- 何晓华：何军之子
- 何燕：何老掌柜之女
- 成建平：何燕的丈夫
- 白傻子：何家的恩人之子
- 王考生：一位参加高考的学生
- 小杨：《北京晚报》记者
- 台湾大妈：回北京寻根的老人
- 李丹：何燕的前男友

## 演出历程
- 2009年9月23日至27日，北京人艺实验剧场首演 第二届北京青年戏剧节
- 2012年4月3日-4月15日，北京人艺实验剧场首演
- 2013年8月9-11日，上海上戏剧院
- 2013年10月5-6日，北京解放军歌剧院
- 2014年12月1-3日，北京缤纷剧场